# Giuseppe Albani
Giuseppe (Andrea) Albani (Roma, 13 de septiembre de 1750 - Pésaro, 3 de diciembre de 1834) fue un cardenal italiano de gran relevancia durante las primeras tres décadas del siglo XIX. Aunque nunca fue candidato al papado, su papel en la elección de León XII, de Pío VIII y de Gregorio XVI es bien conocida por los historiadores papales.

## Primeros años de vida
Aunque existen pocos datos sobre su educación en su juventud, se sabe que sus estudios sacerdotales fueron hechos en Siena pero en sus años 20 tempranos Albani volvió a Roma para ser un prelado doméstico del papa Clemente XIV.
Albani vino de una familia que había tenido varios miembros importantes dentro del clero católico: su tío era el papa Clemente XI, mientras que otros tres parientes eran también cardenales prominentes.
Fue enterrado en la capilla familiar en el claustro de la Iglesia de San Pedro en Urbino.
| Predecesor: Fabrizio Dionigi Ruffo | Cardenal protodiácono 13 de diciembre de 1827-3 de diciembre de 1834 | Sucesor: Agostino Rivarola |

- Datos: Q605332
- Multimedia: Giuseppe Albani / Q605332